# Змей
Змей, змея — известный почти во всех мифологиях символ, который связан с такими предметами и явлениями, как плодородие, земля, женская производящая сила, вода, дождь, с одной стороны, и домашний очаг, огонь (особенно небесный), а также мужское оплодотворяющее начало — с другой. Ранние этапы развития образа отражают изображения конца верхнего палеолита, а также культ змей в культурах народов Африки, Азии, Америки, Австралии. В начале мифологический змей представлялся по облику близким к обычной змее, отличаясь, однако, значительно большим размером. Позднее он получил ряд характерных черт животных, которые противопоставляются ему в древнейших мифологических сюжетах. Так, в изображениях верхнего палеолита противопоставляются змеи и птицы, что получило продолжение в раннеевразийском искусстве (птицы и змеи представлены в качестве животных верхнего и нижнего миров) и отразилось в позднейших мифологических сюжетах (например, вражда между птицей Гарудой и змеями-нагами в индуистской мифологии и др.). Это противопоставление сменяет летучий, крылатый или «пернатый» (например, в древней Мексике) змей-дракон, соединившего признаки змеи и птицы. Характерное для ряда изображений из верхнего палеолита сопоставление змея и коня позднее привело к созданию мифологического образа змея как дракона, имеющего голову коня и тело змеи. Существа со змеиным туловищем и человеческой головой присутствуют в индуистской (наги), эламской и ряде других мифологий. В японской и ряде индейских традиций характерным является образ рогатого змея.

## Этимология
Во многих традициях хтоническая природа змея отражена в названии этого персонажа, которое образовано от названия земли. Так, в славянских языках; эфиоп. arwe medr «зверь земли», егип. Сата «сын земли» или «жизнь земли» — описательные обозначения змея и т. п.).
Древнерусское — «змьи» (змий, змея). В памятниках письменности встречается с X века. Существительные «змей» и «змея» этимологически одно и то же. Они имеют общий корень со словом «земля» и означает «гадину, ползающую по земле». Принято считать, что слово «змея» являлось табуистическим, то есть его старались не произносить, опасаясь накликать беду.

## Мифологические сюжеты и мотивы
Архаические космогонические мифы народов Евразии и Америки повествуют о разъединении и соединении змеем неба и земли. Согласно мифам индейцев Восточной Боливии небо в прошлом упало на землю, но змей обвился вокруг них, снова разъединил их и держит разъединёнными. В ацтекской мифологии присутствует сходный мотив, связанный с Кецалькоатлем и Тескатлипокой, превратившихся в двух змеев, что разорвали на две части прожорливое земное чудовище — аналог месопотамской богини Тиамат, плававшее в водах первоначальном океане. Из одной части чудовища им была сотворена земля, из другой — небо. Сам Кецалькоатль плавал по воде на плоту, который был сделан из змей. Изображение змеи прикреплялось ко лбу египетского фараона в качестве знака, что он царствует на небе и на земле.
Наиболее ранний космический образ Небесного змея — символ змея-радуги, который в традиционных культурах Австралии связывается с плодовитостью, прародительницей-землёй и дождём и часто противопоставляется огню и солнцу. Змей-радуга — хозяин дождя, пьющий небесную воду, причиняя таким образом неисчислимые бедствия, широко распространён в мифологических традициях народов Юго-Восточной, Восточной и Южной Азии (змей-радуга, который в мифологии мунда прекратил огненный дождь, посланный творцом на землю с целью истребить людей, и т. п.) и в индейских мифологиях (змей был оставлен матерью, поднялся на небо и превратился там в радугу; змей Боюсу днём является в виде радуги, ночью — в образе чёрной дыры посреди Млечного пути, согласно мифам индейцев бассейна Амазонки; два змея-близнеца в мифологических сюжетах индейцев Бразилии и др.). В мифологических традициях Африки змей-радуга, как правило, наделяется
ролью поглотителя вод, иногда борется с сыном солнца. Этот общеафриканский мифологический мотив рассматривается как источник египетского мифа об Апопе, который каждую ночь выпивает всю воду подземного Нила и поражается за это богом солнца Ра. Данная сюжетная схема, которая противопоставляет змея как воплощение стихии воды и огня, составляет основу символики змея в Ветхом Завете и отражена в повествовании «Махабхараты» о борьбе бога огня Агни против змея Такшаки: Агни семь раз поджигал лес Кхандава, в котором обитает Такшака и другие наги.
В традициях Африки, включая Древний Египет; Южной Азии, в том числе Индии; Средней Азии, в частности Южной Туркмении; Австралии, Океании, Центральной и Южной Америки и некоторых других регионов мира присутствует общий мифологический мотив змея как охранителя источников и водоёмов. В поверьях ряда африканских племён, живущих в области озера Виктория, священные змеи, что обитают в реках, ответственны за уровень воды в них. Близко представление, переданное в кашмирской средневековой хронике Раджатарангини и др.
В представлениях ряда народов змей связывается с дождём, что отражают обряды почитания змея и жертвоприношения змей в период дождей или ожидания дождей в засуху. Соответствием этих обрядов выступают мифы о победе змееборца (в индоевропейской традиции нередко это бог-громовник) над противником-змеем или драконом, после чего начинается гроза, дождь или потоп. Так, древнеперуанской миф рассказывает о змее, которого убили три сына первого человека и который изрыгнул воду, затопившую весь мир.
Культовое значение змея в качестве символа плодородия составляет одну из наиболее характерных черт ранней мифологической символики наиболее древних земледельческих культур Юго-Восточной Европы 6-4-го тысячелетия до н. э. Изображения змей, часто двух, на культовых сосудах и крашеной керамике характерны и для традиций Малой Азии (Хаджилар) и Сирии (Тель-Рамад) 6-5-го тыс. до н. э. Предполагается, что к древне-балканскому культу змей, связанному с богиней плодородия, восходят ранние кипрские и критские изображения женщин («жриц»), держащих в руках змей, чаще двух. Они связываются с другими следами имевшего широкое распространёние культа змей в качестве атрибута хтонических божеств плодородия и богинь смерти в культурах эгейского мира. Египетскую богиню плодородия и урожая зерна Рененутет изображали в виде кобры или коброголовой женщины. Змея принадлежала к числу атрибутов греческой богини мудрости Афины, ряд черт которой возводятся к крито-микенской богине со змеями. Образ Афины сравнивается также представлением о змее — символе мудрости в других культурах.
Согласно античным авторам и археологическим данным, скифско-иранская традиция включала представление о богине, наделённой змеиными ногами и с двумя змеями, растущими из её плеч. Частично типологически сходны названия богинь ацтеков — Коатликуэ (на языке нахуатль означает «одетая в змеиное платье», представлявшая собой хтоническое божество плодородия), которая ходила по мифическому «Холму змей»; и Чико-мекоатль (на языке нахуатль — «девять змей»). Древнеиндийский мировой змей Шеша держал на себе всю землю. Сходной была космическая функция мирового змея в скандинавской (змей Мидгарда — Ёрмунганд живёт в океане и опоясывает всю землю) и египетской (Мехента — Окружающий Землю) мифологиях.
С головой змеи иногда изображали египетского бога земли Геба. Хтоническая природа змея связана
с представлением о богатствах или сокровищах, оберегаемых в земле или под поверхностью земли, которые он может принести в дом — в традициях Африки, Индии, славянских и др. Греческий бог врачевания Асклепий имел облик змеи; змея была также его атрибутом. В этом образе заметны хтонические черты земли-целительницы. В то же время змей как хтоническое божество связан с подземным жилищем мёртвых, например, змеиная богиня Меритсегер, «любящая молчание», в некрополе города Фивы в Египте.
Если архаические мифологии наделяют змея, что соединяет небо и землю, чаще всего двойственной ролью — он в одно и то же время и благодетелен, и опасен, то развитые мифологические системы, где змей, как правило, обладает чертами дракона, внешне отличного от обычной змеи, нередко демонстрируют в первую очередь его отрицательную роль воплощения нижнего мира — водного, подземного или потустороннего. Змей связан с женским началом в этих случаях чаще всего осмыслена в духе мотива принесения женщины (девушки) в дань этому существу. Развитые вертикальные трёхчленные модели мира (шумерская, индоевропейская и производные от последней древнегерманская, индо-иранская, славянская) привязывают космического змея к низу в рамках противопоставления верха и низа: шумерский змей, обитающий у корней мирового дерева, древнеиндийский «змей глубин», который по происхождению и названию
близок греческому Пифону и бадняку славянской традиции. Древним является образ змея у дерева, чаще у его корней, например, в «Ригведе» и «Эдде», в славянском фольклоре и др. Этот образ наделяется негативным значением, в некоторых случаях в связи с фаллической символикой змея. Змей, который связан с нижним (водным) миром и враждебной для человека стихией (лесом), нередко ассоциируется с иными существами, считавшимся враждебными. Так, со змеем могут отождествлять близнецов, которые на ранних этапах развития близнечных мифов представлялись как опасные для человека существа: с языка нгбанди (Центральная Африка) ngo — змея, близнец; у дан (Западная Африка) близнецов связывали с чёрной змеёй; у бамилеке (Камерун) при рождении близнецов приносится жертва жабе и змее.
Германская мифология рассказывает о змее («черве») среднего мира, выступающем в качестве главного воплощения космического зла и играющего основную роль в грядущей гибели мира. Аналогично в египетском эсхатологическом повествовании прабожество Атум в конце мира вернётся в качестве злой змеи Урей в хаос, из которого оно ранее возникло. Эти эсхатологические мотивы, возможно, являются переосмыслением архаического космогонического символа змея как воплощения отрицательного начала: ср. образ змея в ветхозаветном сюжете о «грехопадении». На позднейших этапах эволюции символа змея происходят также негативное переосмысление образа в греческих мифах о лернейской гидре, наделённой девятью змеиными головами, и о змеях на голове горгоны Медузы и соответствующего ей этрусского божества и др., а также установление связи змея или дракона с царём — символом «управления водой». Например, древняя кхмерская легенда рассказывает о еженощном соединении царя Камбоджи с нагой — прародительницей, от чего зависит благополучие всей страны. Аналогичны древнекитайские представления; ср. также наименование первого бога — царя Аксума — Arwe («змей») и т. п.
Символ змея как социального классификационного знака, тотемического по происхождению, который отличает священного царя, характерен для Древнего Египта (знак священной змеи Урей, выступавшей в качестве символа фараона), стран индийского ареала (известны головные уборы в виде свившейся змеи, которые носили члены царского рода Чхота Нагпур), государства инков (змей изображался на гербе верховного инки). В большинстве таких случаев архаические тотемические представления, которые связывают со змеем царя как символ плодородия, переосмыслены в рамках идеологии позднейших «ирригационных» обществ, хозяйство в которых основывалось на искусственном орошении. В этих культурах имели место изображения священных змеев, нередко установленные у искусственных водоёмов.
Длительное время в странах Средиземноморья, включая Грецию и Рим бытовал культовый обычай держать священную змею в доме, царском дворце или храме. В отдельных случаях, однако, например, в
в древнехеттской культуре, символ змея, который приходит во дворец или в город, толкуется в негативном ключе. Результатом переосмысления архаических представлений является, например, рассказ бразильского индейского племени ихкарьяна, как женщина держала в клетке в воде и кормила анаконду. Однажды она не принесла мяса и была съедена змеёй. Люди убили змею и начался сильный дождь («В это же время пролился дождь, подул ветер-победитель, победитель большой змеи-анаконды»).
Представления о змее как опасном начале имеют обрядовое соответствие в ритуалах лечения укусов змей. В Центральной Индии такие ритуалы совершают перед алтарём бога-обезьяны Ханумана. Заговоры от змей и их укуса восходят к древним шаманским традициям. Они известны у многих народов, включая восточных славян. Самые архаичные тексты заговоров данного типа, в том числе древнеегипетские, прямо ссылаются на миф о борьбе змееборца и змея.

## Фольклор
Змей — образ мирового фольклора, получивший на разных стадиях развития культуры и в разных национальных традициях многочисленные вариации. Змей — популярный персонаж волшебных сказок и былин, чаще всего противник, с которым герою предстоит вступить в непримиримую борьбу. В русских сказках змей — многоголовое существо, способное летать, извергающее огонь.
В ряде сюжетов змей — похититель; он уносит царских дочерей, осаждает город с требованием дани в виде женщины — на съедение или для супружества. Змей охраняет границу в «иной» мир, чаще всего мост через реку, он пожирает всех пытающихся переправиться. Бой со змеем и победа над ним — один из главных подвигов героя сказок. В былинах тема змееборства может приобретать «государственную» окраску: Добрыня совершает свой первый богатырский подвиг, побеждая змея как врага Киева и освобождая захваченный им полон. В былинах сохранились следы мифологических представлений: мотив рождения богатыря от змея (Волх Всеславьевич), мотив охранения змеем царства умерших («Михайло Потык»). Общая особенность всех сюжетов о змее — отсутствие каких-либо реальных описаний его внешности.
Мифологическим антиподом змеи считается конь. Змея в качестве зооморфного символа луны противостоит коню, как солярному олицетворению. Мотив «Песни о вещем Олеге» определяется архетипом данной символики. Воин на коне, повергающий змея, является весьма распространённой символической композицией у различных народов. В символике сюжета о Георгии Победоносце змея олицетворяла язычество. Если воин на коне являлся знаком дружины, то змея — жречества. Победа над ней интерпретировалась как историческое торжество воинского сословия над волхвами